# NGC 6544
NGC 6544 est un amas globulaire situé dans la constellation du Sagittaire à environ 9 785 a.l. (3,0 kpc) du Soleil et à 16 635 a.l. (5,1 kpc) du centre de la Voie lactée. Il a été découvert par l'astronome germano-britannique William Herschel en 1784.

## Observation

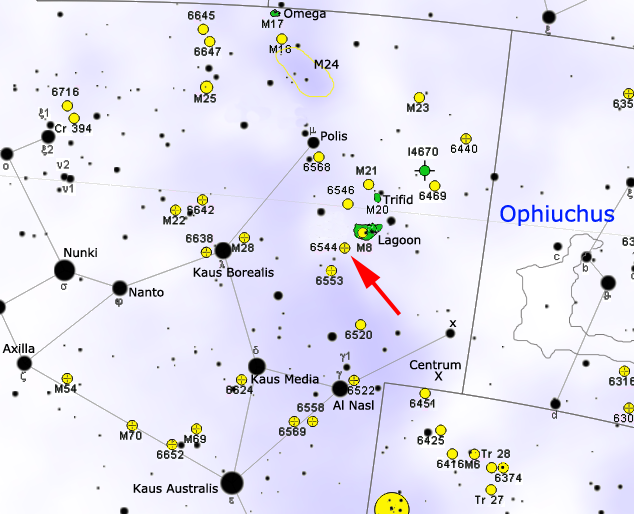
Localisation de NGC 6544.

NGC 6544 est dans la partie ouest de la constellation du Sagittaire, près d'un riche champ d'étoiles. Il est à seulement 50' de la célèbre nébuleuse de la Lagune. Avec des jumelles, l'amas a l'apparence d'un petite tache blanchâte, semblable à une étoile entourée de brume. En utilisant un télescope de 120 mm et un grossissement de 100x, on peut résoudre quelques étoiles. Un télescope de 200 mm permet de résoudre des dizaines d'étoiles peu lumineuses.
NGC 6544 est située dans la partie ouest de la constellation, en bordure d'un riche champ d'étoiles ; son emplacement est facilement récupérable car il est situé à seulement 50' vers le sud-est par rapport à la célèbre nébuleuse de la lagune . Il peut également être vu avec des jumelles 10 × 50 mm comme une petite tache blanche comme une étoile brumeuse ; avec un télescope de 120 mm et un grossissement de 100× quelques petites étoiles peuvent être résolues. Les télescopes à partir de 200 mm permettent de résoudre des dizaines d'étoiles sombres.
Avec une ellipticité égale à 0,22, cet amas est très allongé, en fait le plus allongé connu dans la Voie lactée

## Caractéristiques

### Vitesse et orbite
Selon les mesures les plus récentes réalisées par le satellite Gaia, la vitesse radiale héliocentrique de cet amas est égale à −38,12 ± 0,76 km/s. Deux autres mesures récentes de la vitesse sont aussi indiquées par Simbad, soit 36,40 km/s et 36,4 ± 1 km/s. Harris indique une vitesse plus faible, soit −27,3 ± 3,9 km/s.
L'orbite de NGC 6544 autour de la Voie lactée est prograde avec un mouvement propre important. Le lieu de sa formation n'est pas nécessairement près ou dans la Voie lactée, il pourrait venir d'ailleurs. En 2021, on découvert un amas globulaire de faible luminosité désigné comme VVV-CL160 avec une trajectoire, une métallicité dans les environs de NGC 6544. Ces deux amas pourraient être associés.

### Métallicité, masse et âge
Selon une étude publiée en 2011 par J. Boyles et ses collègues, la métallicité de l'amas globulaire NGC 6544 est égale à -1,40 et sa masse est égale à 108 000 {\displaystyle M_{\odot }}. Dans cette même étude, la distance de l'amas est aussi estimée à environ 3,0 kpc (∼9 780 al). L'étude publiée par Santos et ses collègues indique une métallicité de -1,23[réf. à confirmer]. L'étude publiée par Forbes et Bridges indique une métallicité de -1,20.
La base de données Simbad indique six valeurs de la métallicité comprise entre -1,70 et -1,19.
Une métallicité comprise entre -1,70 et -1,19 signifie que la concentration en fer de NGC 6544 est comprise entre à 2,0%  et 6,5% de celle du Soleil. Après le Big Bang, l'Univers étant surtout composé d'hydrogène et d'hélium, la métallicité était pratiquement nulle. L'univers s'est progressivement enrichi en métaux (éléments plus lourds que l'hélium) grâce à la synthèse de ceux-ci dans le cœur des étoiles. La métallicité des amas du halo de la Voie lactée varie d'un centième à un dixième de la métallicité solaire, ce qui signifie que ces amas se décomposent en deux sous-groupes, les relativement jeunes et les vieux . Selon sa métallicité, NGC 6544 serait donc un amas assez âgé et relativement pauvre en métaux. Son âge est estimée à 12,7 milliards d'années par Santos, mais Forbes et Bridges considère cet amas comme un jeune amas avec un âge de seulement 10,4 milliards d'années.

### Étoiles
Le pulsar milliseconde PSR J1807-2459 a été découvert dans cet amas à l'aide du radiotélecope de Green Bank. C'est un pulsar de très faible masse faisant partie d'un système binaire.
Il y a peu d'étoiles remarquables connues dans cet amas. Une étude réalisée en 1993 avait pour but de chercher des étoiles variables dans la région de l'amas. Une seule a été trouvée et il n'est pas certain qu'elle fasse partie de l'amas. Il s'agit d'une variable de type RR Lyrae (RRab) dont la période est de 0,57 jours.

## Galerie

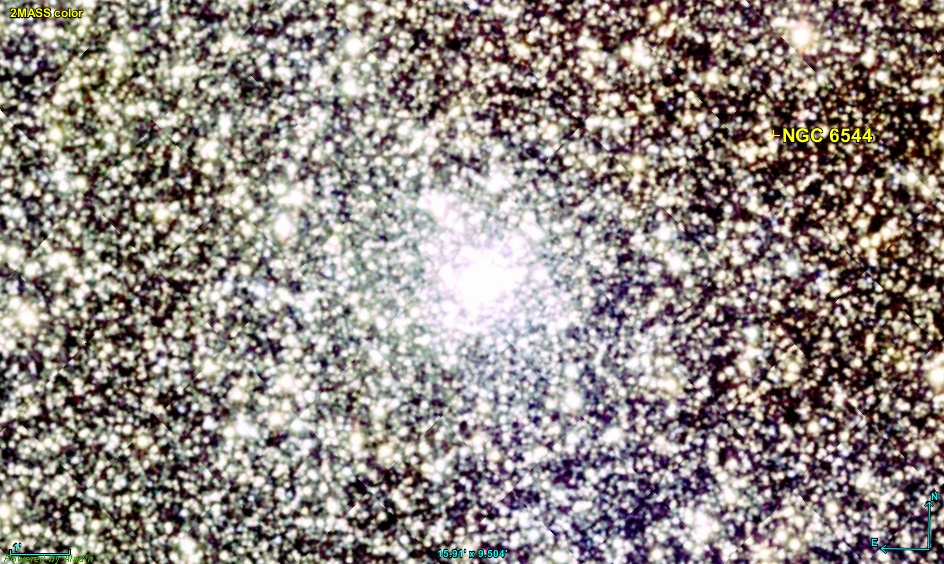
NGC 6544en infrarouge par le relevé 2MASS.
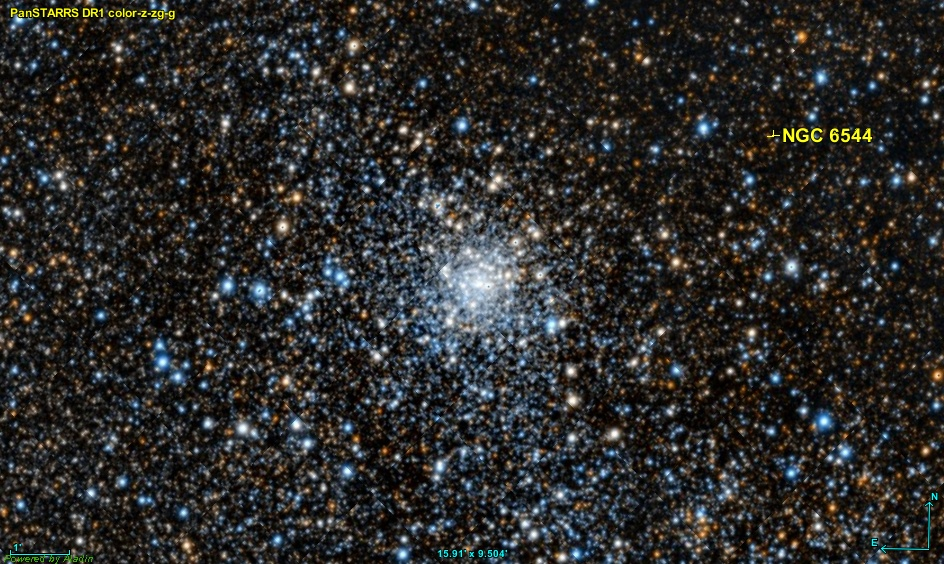
Image en lumière visible par le relevé Pan-STARRS.